# Ganesa nitidiuscula
Ganesa nitidiuscula är en snäckart som beskrevs av John Gwyn Jeffreys 1883. Ganesa nitidiuscula ingår i släktet Ganesa och familjen Skeneidae. Inga underarter finns listade i Catalogue of Life.